# Ganguro
Ganguro (jap. ガングロ dosł. „czerń na twarzy”) – subkultura popularna wśród młodych kobiet w Japonii. Podstawowe cechy tego wizerunku to tlenione włosy i opalenizna. Styl ten największą popularnością cieszył się około 2000 roku, jednak do dzisiaj możemy spotkać kobiety ubierające się zgodnie z jego wyznacznikami. Centrum mody ganguro są dwie dzielnice Tokio – Shibuya i Ikebukuro. Nie ma pewności co do pochodzenia tego stylu. Może on być inspirowany nowojorską kulturą Guido – „malowani chłopcy”. Ganguro girls pomysły mogły czerpać także od Amuro Namie, sławnej w latach dziewięćdziesiątych japońskiej piosenkarki śpiewającej po angielsku: gwiazda farbowała włosy na blond, miała też kilka tatuaży.

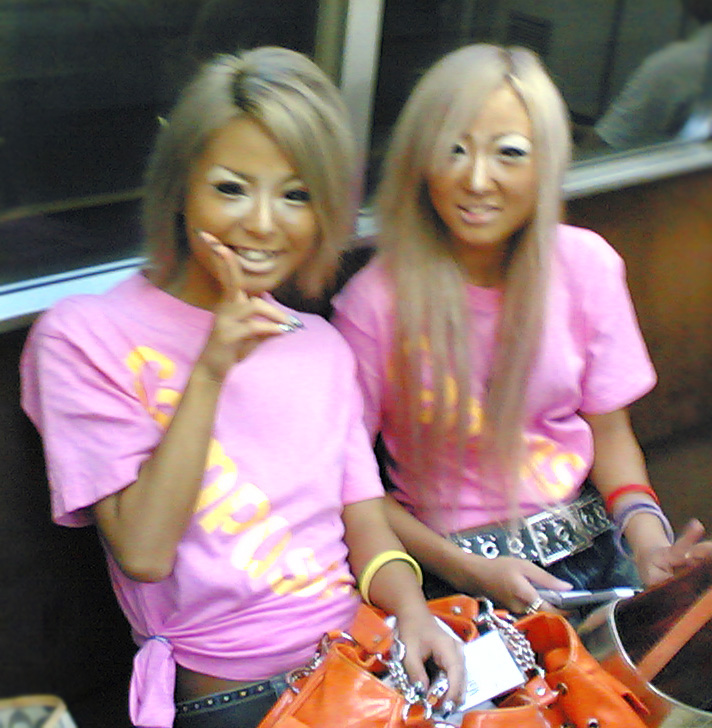
Ganguro (2006)

Subkultura ganguro jest prawdopodobnie efektem długotrwałej izolacji Japonii oraz ograniczeń, jakim musiało się podporządkować społeczeństwo tego kraju. Styl ten jest formą buntu, ucieczką od tradycji i szkolnych reguł; to próba wyrażenia siebie, bycia wolnym i niezależnym. Wizerunek ganguro jest odzwierciedleniem fascynacji młodych Japończyków kulturą USA i Zachodniej Europy. Osoby identyfikujące się z tym stylem zachowują się żywiołowo, beztrosko, nie przejmują się zakazami, czy opinią innych ludzi.

## Charakterystyka
Styl ganguro pojawił się w Japonii w połowie lat dziewięćdziesiątych i jest modny zwłaszcza wśród młodych kobiet. Jest on jedną z odmian subkultury gyaru. Najważniejsze w tym wizerunku są farbowane na blond włosy oraz opalona skóra. Kolejnym wyznacznikiem są oczy, optycznie powiększane za pomocą różnych technik kosmetycznych - czarny tusz do rzęs służy jako eyeliner, a korektor używany jest zamiast cieni do powiek. Makijaż ganguro uzupełniają sztuczne rzęsy, puder rozświetlający oraz biała lub perłowa szminka na ustach. Ganguro girls maskują wszystkie typowe cechy Azjatek. Na charakterystyczny strój składają się minispódniczka oraz buty na platformach, a do tego mnogość bransoletek i koralików, kolczyki i kwiaty we włosach. W ubiorze dominują jasne, często krzykliwe kolory. Nieodłącznym gadżetem jest telefon komórkowy ozdabiany zawieszkami i kolorowymi naklejkami ze specjalnych automatów.
Ganguro to nie tylko sposób ubierania się. Członkowie subkultury opracowali swój własny język będący mieszanką zmodyfikowanego japońskiego i angielskich słówek: w piśmie używają oni łacińskich liter i znaków interpunkcyjnych unikając stosowania pisma japońskiego, często używają skrótów i zdrobnień. W Japonii istnieją także specjalne magazyny z poradami dotyczącymi makijażu, zdjęciami, ciekawostkami i sondażami na temat najnowszych trendów oraz przewodnikami po modnych akcesoriach. Popularne tytuły to Egg i Kawaii. Styl ganguro łączy się też z tańcem para para będącym określonym układem ruchów, który wykonywany jest w rytm muzyki przez wszystkich klientów klubu w ten sam sposób.

## Yamanba
Yamanba to skrajna wersja wizerunku ganguro. Typowe dla tej odmiany są włosy ufarbowane na bardzo jasny blond bądź neonowe odcienie żółci, pomarańczy i różu oraz jeszcze mocniejsza opalenizna. Yamanby podkreślają białym, opalizującym cieniem bardziej górną niż dolną powiekę. Ten trik wizualnie powiększający oczy uzupełniają naklejone na twarz świecące diamenciki i jasnoniebieskie szkła kontaktowe. Usta pomalowane są białą szminką lub korektorem, a za ozdoby służą naszyjniki z kwiatów. Strój yamanby charakteryzuje się krzykliwymi kolorami oraz dużą ilością biżuterii.

## Manba
Manba jest to, obok yamanby, stylem, który rozwinął się ze stylu ganguro. Manba dzieli wiele podobieństw do yamanby, najbardziej oczywistą różnicą jest to, że yamanby noszą biały makijaż oczu powyżej oka, natomiast manby zarówno powyżej, jak i poniżej. Linia pomiędzy yamanba i manba jest bardzo niewyraźna i oba style współistnieją ze sobą jak prawie jeden.

## Banba
Banba to bardziej stonowana wersja manby, z jaśniejszą opalenizną, jaśniejszym białym makijażem wokół oczu i bardziej mainstreamowymi stylami mody. Banby używają raczej bardziej kobiecego i błyszczącego makijażu oraz mają mniej kolorowe włosy, ale czasami można zauważyć u nich włosy w kolorze neonowym. Ubiór Banby jest stonowany w stosunku do ganguro, manby i yamanby, ale nadal jest związany z tymi stylami.